# Limnonectes microtympanum
Espèce
Synonymes
- Rana microtympanum Van Kampen, 1907

Statut de conservation UICN

 EN B1ab(iii)+2ab(iii) : En danger
Limnonectes microtympanum est une espèce d'amphibiens de la famille des Dicroglossidae.

## Répartition
Cette espèce est endémique du Sud-Ouest de Sulawesi en Indonésie. Elle se rencontre au-dessus de 1 000 m d'altitude dans les monts Lompobatang.

## Publication originale
- Van Kampen, 1907 : Amphibien des Indischen Archipels. Zoologische Ergebnisse einer Reise in Niederländish Ost-Indien, herausgegeben von Dr. Max Weber, E. J. Brill, Leiden, vol. 4, no 2, p. 383-416 (texte intégral).